# Thiniba Samoura
Thiniba Samoura, född den 11 februari 2004 i Paris, är en fransk fotbollsspelare.

## Karriär
Thiniba Samoura inledde sin seniorkarriär i Paris FC år 2021. 2023 värvades hon av Paris Saint-Germain. Hon har även representerat det franska damlandslaget där hon debuterade år 2024.